# Les Aventures d'Aladin
Pour les articles homonymes, voir Les Mille et Une Nuits (homonymie).
Les Aventures d'Aladin (titre original : 1001 Arabian Nights) est un film d'animation américain réalisé par Jack Kinney, sorti en 1959.
Adaptation d'un conte des Mille et une nuits, ce film est le premier long métrage d'animation produit par la société UPA (United Productions of America).
Selon Hal Erickson (AllMovie Guide), le studio avait d'abord envisagé de confier à Mister Magoo, sa star-fétiche, le rôle principal dans une adaptation de Don Quichotte, qui aurait été écrite par Aldous Huxley en personne. Mais les distributeurs (Columbia) estimèrent qu'un film sur Don Quichotte aurait peu de chances auprès du jeune public. C'est pourquoi UPA aurait modifié ses projets et opté finalement pour l'histoire d'Aladin, revisitée par un bataillon de scénaristes.

## Fiche technique
- Titre : Les Aventures d'Aladin
- Titre original : 1001 Arabian Nights
- Réalisation : Jack Kinney
- Scénario : Ted Allen (en), Pete Burness, Lew Keller, Dick Kinney, Ed Nofziger, Czenzi Ormonde, Leo Salkin, Margaret Schneider, Paul Schneider, Dick Shaw
- Animation : Jack Campbell ; Bob Carlson ; Phil Duncan ; Sandy Strother ; Harvey Toombs
- Musique : George Duning
- Production : Stephen Bosustow (en) pour Columbia Pictures, UPA
- Pays d'origine :  États-Unis
- Technique : dessin animé
- Genre : film d'animation
- Format : couleur (Technicolor) ; 35 mm
- Durée : 75 minutes
- Date de sortie :
  - États-Unis : 1er décembre 1959
- Affiche : Georges Kerfyser (France)

## Distribution (voix)
- Jim Backus (VF : Alfred Pasquali) : Oncle Abdul Aziz Magoo
- Kathryn Grant (VF : Danièle Ajoret) : la princesse Yasminda
- Dwayne Hickman (VF : Michel Le Royer) : Aladin
- Hans Conried (VF : Georges Aminel) : l'ignoble vizir
- Herschel Bernardi (VF : Robert Dalban) : le génie de la lampe
- Alan Reed (VF : Raymond Rognoni) : le sultan
- Daws Butler : Omar the Rugmaker

## Autour du film
Plusieurs personnages secondaires créés pour ce film ont été réutilisés dans la série télévisée hebdomadaire produite par UPA en 1964, Famous Adventures of Mr. Magoo.